# Euphoria (film)
Euphoria är en svensk-tysk-brittisk äventyrs- och dramafilm som hade premiär i Sverige den 2 februari 2018. Filmen är regisserad av Lisa Langseth, som även skrivit manus. Producenter är Frida Bargo, Patrik Andersson, Alicia Vikander och Charles Collier.

## Handling
Filmen handlar om de två systrarna, Ines (Alicia Vikander) och storasystern Emilie (Eva Green) som inte setts på lång tid. På Emilies initiativ träffas de två, och beger sig av på vad Ines tror är en avkopplande spasemester. Vad Ines inte vet är att Emilie är obotligt cancersjuk och att slutmålet för resan inte är ett spa utan en dödshjälpsklinik.

## Rollista (i urval)
| - Alicia Vikander – Ines - Eva Green – Emilie - Charles Dance – Mr. Daren - Charlotte Rampling – Marina - Adrian Lester – Aron | - Mark Stanley – Brian - August Zirner – Frank - Olivia Emden – ung hackare - Katja Brenner – Sköterska - Steffen Jung – Chaufför |